# Felix Hellmann
Felix Hellmann (* 12. September 1978 in München) ist ein deutscher Schauspieler.

## Leben
Felix Hellmann wuchs in Herrsching am Ammersee auf. Nach seinem Zivildienst in einer Behindertenwerkstatt machte er verschiedene Praktika bei Fotografen. Er absolvierte zwischen 2000 und 2003 sein Schauspielstudium an der Neuen Münchner Schauspielschule unter der Leitung von Ali Wunsch-König.
Bekannt wurde er einem breiteren Publikum durch seine Rolle des Patrick in Ralf Westhoffs Kinofilm Shoppen (2006), der für den deutschen Filmpreis nominiert wurde, und durch Westhoffs zweiten Film Der letzte schöne Herbsttag (2010) als Leo an der Seite von Julia Koschitz. Er arbeitete als Schauspieler u. a. mit Regisseuren wie Oskar Roehler, Markus Goller, Wolfgang Murnberger, Stephan Wagner und Vivian Naefe zusammen.
Hellmann schreibt zusammen mit seiner Frau, der Schauspielerin und Regisseurin Natalie Spinell, die BR-Serie Servus Baby (Start 2018), deren erste Staffel zusammengenommen bundesweit über 5 Millionen Zuschauer hatte. Er übernahm darin die Rolle des Jakob.

## Filmografie (Auswahl)

### Kino
- 2006: Shoppen
- 2010: Jud Süß – Film ohne Gewissen
- 2010: Der letzte schöne Herbsttag
- 2011: Eine ganz heiße Nummer
- 2011: Mystery Cache
- 2012: Omamamia
- 2015: Meister des Todes
- 2019: All I never wanted
- 2020: Enfant Terrible
- 2024: Münter & Kandinsky

### Fernsehen
- 2006–2019: SOKO 5113/SOKO München (Fernsehserie, verschiedene Rollen, 5 Folgen)
- 2008: Patchwork
- 2008: Inga Lindström: Rasmus und Johanna (Fernsehreihe)
- 2008, 2010: Die Rosenheim-Cops (Fernsehserie, verschiedene Rollen, 2 Folgen)
- 2009: Polizeiruf 110: Klick gemacht (Fernsehreihe)
- 2010: Der Kaiser von Schexing (Fernsehserie, Folgen Ich bin nicht da und Ein anderer Wind)
- 2011: Klarer Fall für Bär
- 2011: SOKO Köln (Fernsehserie, Folge Gesichtskontrolle)
- 2012: Pfarrer Braun: Ausgegeigt! (Fernsehreihe)
- 2012, 2015: SOKO Kitzbühel (Fernsehserie, verschiedene Rollen, 2 Folgen)
- 2012, 2019: Hubert und Staller (Fernsehserie, verschiedene Rollen, 2 Folgen)
- 2013: Die Chefin (Fernsehserie, Folge Familienbande)
- 2014: Vier Drillinge sind einer zu viel
- 2014: SOKO Leipzig (Fernsehserie, Folge Abgestürzt)
- 2014: Das Glück der Anderen
- 2015: Notruf Hafenkante (Fernsehserie, Folge Der glatte Wahnsinn)
- 2015: Luis Trenker – Der schmale Grat der Wahrheit
- 2016: München Mord: Kein Mensch, kein Problem (Fernsehreihe)
- 2017: WaPo Bodensee (Fernsehserie, Folge Das schwächste Glied)
- 2017, 2022: Der Alte (Fernsehserie, verschiedene Rollen, 2 Folgen)
- 2017: Von Erholung war nie die Rede
- 2018: Venus im vierten Haus
- seit 2018: Servus Baby (Fernsehserie)
- 2019: Lena Lorenz (Fernsehreihe, 4 Folgen)
- 2020: Die Getriebenen
- 2020: Laim und der letzte Schuldige (Fernsehreihe)
- 2020: Lehrerin auf Entzug (Fernsehserie, 6 Folgen)
- 2020: Eine Almhütte für Zwei
- 2020: Hochzeitsstrudel und Zwetschgenglück (Fernsehfilm)
- 2021: Ein Tisch in der Provence: Zwei Ärzte im Aufbruch (Fernsehreihe)
- 2021: Daheim in den Bergen – Die Bienenkönigin (Fernsehreihe)
- 2022: Muttertag – Ein Taunuskrimi (Fernsehreihe)
- 2023: München Mord: Damit ihr nachts ruhig schlafen könnt (Fernsehreihe)
- 2023: Toni, männlich, Hebamme – Mächtig schwanger (Fernsehreihe)
- 2023: Tatort: Das Wunderkind
- 2024: Familie Anders: Mann Nummer 1 (Fernsehreihe)
- 2024: Bach – Ein Weihnachtswunder (Fernsehfilm)

### Drehbuch
- seit 2018: Servus Baby (Fernsehserie)